# Ormosia pleuracantha
Ormosia pleuracantha är en tvåvingeart som beskrevs av Alexander 1954. Ormosia pleuracantha ingår i släktet Ormosia och familjen småharkrankar. Inga underarter finns listade i Catalogue of Life.